# 강수진 (발레 무용수)
강수진(姜秀珍, 1967년 4월 24일 ~ )은 대한민국의 발레리나이다.

## 이력
신장은 167cm이고, 체중은 56kg인 그녀는 독일 슈투트가르트 발레단의 수석 발레리나였으며, 독일의 무형문화재로 등재되어 있기도 하다. 2013년 대한민국 국립발레단의 신임 단장에 내정되어 2014년 2월부터 임기를 시작했다.

## 경력
- 1979년 선화예술중학교 입학, 발레 전공
- 1982년 선화예술고등학교 입학, 발레 전공
- 1982년 유럽 모나코 왕립발레학교 유학
- 1986년 독일 슈투트가르트 발레단 입단[4]
- 1997년 독일 슈투트가르트 발레단 수석발레리나
- 2002년 독일 슈투트가르트 발레단 종신회원
- 2007년 독일 바덴뷔르템베르크주 정부 궁정무용수
- 2014년 대한민국 국립발레단 7대 단장
- 2022년 7월 ~ 2023년 8월: 국민통합위원회 사회·문화 분과위원

## 수상
- 1985년 스위스 로잔 콩쿨 1위 입상
- 1998년 대한민국 오늘의 젊은 예술가상
- 1999년 브누아 드 라 당스 최고 여성무용수 선정 - 동양인 최초
- 1999년 대한민국 보관문화훈장
- 2001년 호암상 예술상
- 2007년 존 크랑코상
- 2014년 바덴뷔르템베르크 공로훈장

## 관련 서적
- 「나는 내일을 기다리지 않는다」, 강수진 저, 인플루엔셜, 2013

## 가족 관계
- 배우자: 툰치 쇼크맨
- 아버지: 강재수(姜宰洙)
- 어머니: 구근모(具嫤謨)
- 자매: 강여진(姜麗珍), 강혜진(姜惠珍)
- 남동생: 강대준(姜大畯)[5]

## 기타
기형적으로 변해버린 그녀의 발을 촬영한 사진이 인터넷에 공개, 배포되면서 발레에 관심이 없던 일반인들에게까지 강수진의 이름이 널리 알려졌다.

## 같이 보기
- 슈투트가르트 발레단